# Metapioplasta
Metapioplasta là một chi bướm đêm thuộc họ Noctuidae.